# 单纯型精神分裂症
单纯型精神分裂症在ICD-10分类为F20.6,在ICD-9的代码是295.00 - 295.05。

## 诊断
与所有精神分裂症患者相比，单纯型精神分裂症在年轻者中最多见，并被认为从大约从童年开始。
即使单纯型精神分裂症患者沒有妄想、幻觉和合作困难，他們還是會缺乏意志、思维贫乏和情感冷漠。
缺乏动机增多和社會化减少的普遍功能恶化。此症被认为是罕见、没有思维失调症状的一种精神分裂症（Mueser & Jeste  2008）。

## 反对
此类型精神分裂症的定义是不一致的，或有争议的，也可以说成是观点有分歧。此分类已经在U.S. DSM系统中停止，尽管被建议重新加入（Black & Boffeli 1989），之后被证实有根据不同描述的不确定的诊断标准 （Black & Boffeli 1990）。

## 支持
一个小样本容量（五人）的实验发现单纯型（DSM-IV simple deteriotive disorder）患者灰质缺乏、额区萎缩和减少的脑灌注(Suzuki  2005)。Whitwell et al 2005年发现，发现了由于此分类“维度性”考虑，在实践基础上保留此分类的正当性，与使用其他分类的判断方向之判断所产生的意见截然相反。